# Тихоокеанская песчанка
Тихоокеанская песчанка, или дальневосточная многопозвонковая песчанка или обыкновенная песчанка (лат. Ammodytes hexapterus) — морская рыба семейства песчанковых (Ammodytidae).

## Описание
Максимальная длина тела 30 см, масса — 100 г. Максимальная продолжительность жизни 11 лет.
Спина серого цвета, брюхо и бока серебристые. Мелкая циклоидная чешуя на спине только перед спинным плавником над боковой линией, а на брюхе — между косых кожных складок. Спинной плавник длинный с 51—62 мягкими лучами. В анальном плавнике 23—33 мягких лучей. Хвостовой плавник выемчатый, не соединяется со спинным и анальным плавниками. Позвонков 61—73. Брюшных плавников нет. По бокам тела расположены 145—183 косых кожных складок, направленных от головы к хвостовому плавнику. Вдоль брюха проходит непарная кожная складка. Боковая линия сплошная, проходит от головы до хвостового стебля вдоль спинного плавника.

## Распространение
Распространены в северной части Тихого океана. Вдоль азиатского побережья — от Жёлтого моря до Берингова пролива. Обычны у берегов Японии, в Японском, Охотском и Беринговом морях. Встречаются в Чукотском море. Вдоль северо-американского побережья — от залива Аляска до Калифорнии.

## Размножение
Впервые созревают в возрасте 2-х лет. Нерестятся ежегодно в сентябре—октябре. Икра мелкая, диаметром около 1 мм, донная, клейкая. Откладывается на чистые мелкогравийные или песчаные грунты в приливной зоне. Плодовитость зависит от размеров самок и варьирует от 1468 до 16 081 икринок.

## Хозяйственное значение
Основной промысел тихоокеанской песчанки ведётся японскими рыбаками у побережья Хоккайдо. Ежегодный вылов достигает 150 тыс. тонн. Добывают песчанку донными тралами.